# Giovanni Francesco Fiammelli
Giovanni Francesco Fiammelli (Firenze, 1565 – 1613) è stato un matematico e ingegnere militare italiano.

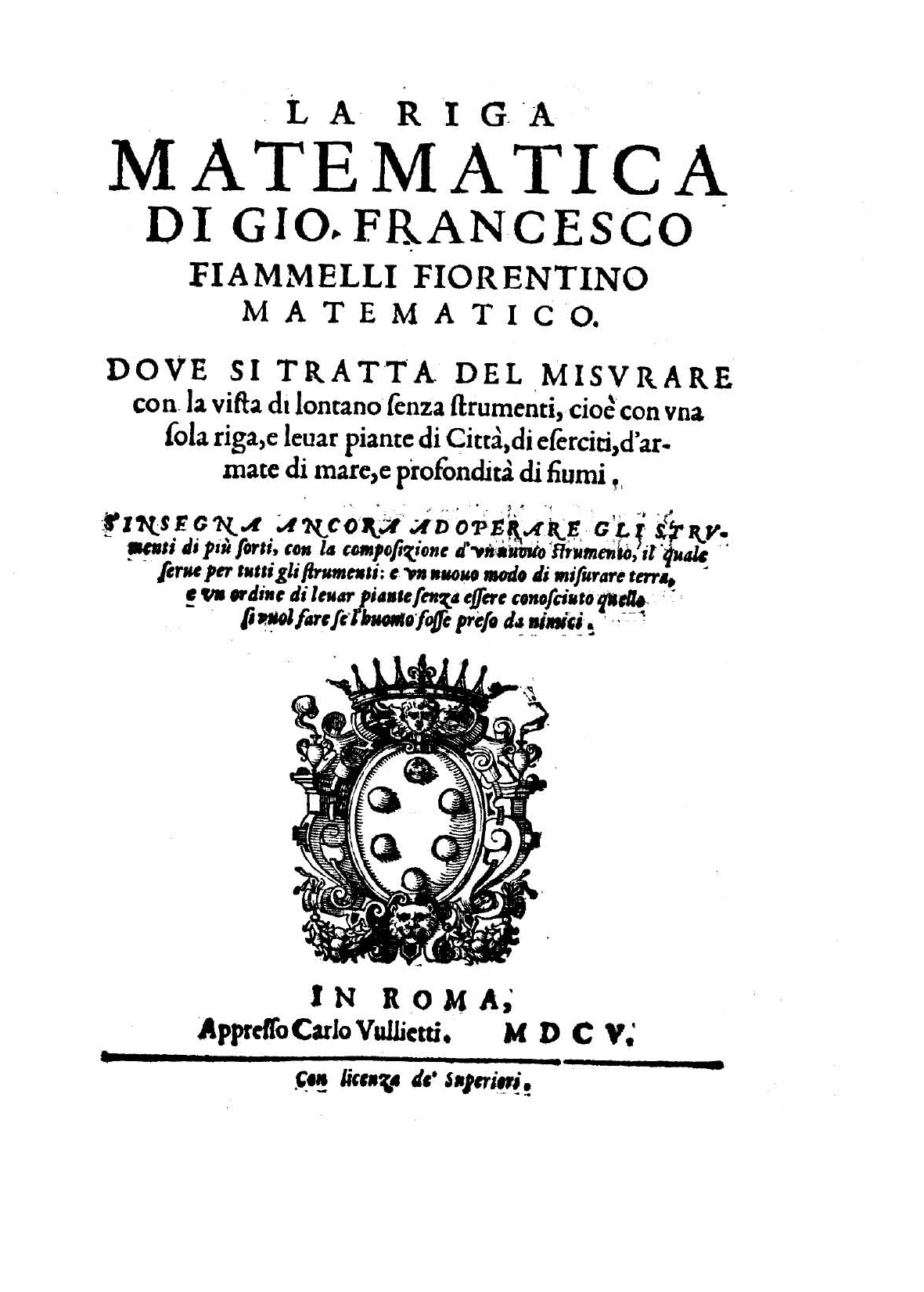
Riga matematica, 1605

Fu ingegnere militare per Alessandro Farnese e altri.

## Opere
- Modo di ben mettere in ordinanza gli eserciti, Roma, Luigi Zannetti, 1603.
- Principe difeso, Guillaume van Tongheren, Luigi Zannetti, 1604.
- Riga matematica, Roma, Carlo Vullietti, 1605. URL consultato il 13 giugno 2015.